# سوتیدا
سوتیدا تیدجای (تایلندی: สุทิดา؛ زادهٔ ۶ مارس ۱۹۷۶) ملکه کنونی تایلند و ژنرال و معاون فرمانده گارد محافظ پادشاه تایلند است. او سال‌ها شریک زندگی پادشاه تایلند و اکنون چهارمین همسر واجیرالونگکورن پادشاه تایلند است.
سال ۲۰۱۴ پادشاه تایلند بومیپول آدولیاده، سوتیدا را به عنوان معاون فرمانده واحد حفاظت شخصی خود انتخاب کرد. سوتیدا پیش از آن مهماندار خطوط هوایی تایلند بوده است. پادشاه تایلند سپس در سال ۲۰۱۶ به ملکه سوتیدا درجه ژنرالی در ارتش را داد.